# Emeszai Magnész
Emeszai Magnész (5. század vagy 6. század) orvos
Életéről mindössze annyit tudunk, hogy Emeszában élt, és ő írta a tévesen Galénosz munkái közé sorolt „Peri ourón" című munka első harminchat fejezetét.